# Liste der Wasserschutzgebiete im Schwarzwald-Baar-Kreis
In der Liste der Wasserschutzgebiete im Schwarzwald-Baar-Kreis sind Wasserschutzgebiete (WSG) im Schwarzwald-Baar-Kreis in Baden-Württemberg aufgeführt. Sie ist nach den offiziellen WSG-Nummern sortiert. In den Wasserschutzgebieten gelten für die Gewässer (Grundwasser, oberirdische Gewässer) besondere Ge- und Verbote, um das Wasser vor Verunreinigungen zu schützen. Die für die Wasserschutzgebiete zuständige Dienststelle ist das Landratsamt des Schwarzwald-Baar-Kreises.
Diese Liste ist Teil der übergeordneten Liste der Wasserschutzgebiete in Baden-Württemberg und erhebt keinen Anspruch auf Vollständigkeit.

## Geschichte
Der Landkreis Waldshut macht jährlich Angaben zur Entwicklung der Nitratkonzentrationen in den einzelnen Wasserschutzgebieten und erlässt für das folgende Jahr entweder Auflagen für Landwirte oder lockert bisherige Bewirtschaftungsauflagen auf der Grundlage der seit 1988 geltenden Schutzgebiets- und Ausgleichsverordnung (SchALVO) des Landes Baden-Württemberg. Diese Verordnung wurde zum 1. März 2001 novelliert. Neben der Einhaltung bestimmter Nitrat-Boden-Werte, die jährlich vom 15. Oktober bis 15. November gemessen werden, ist im Rahmen der SchALVO unter anderem vorgeschrieben, dass in den Wasserschutzgebieten Düngung und Pflanzenschutzmaßnahmen nach guter fachlicher Praxis erfolgen müssen, um das Grundwasser vor Beeinträchtigung durch Stoffeinträge aus der Landbewirtschaftung zu schützen.

## Wasserschutzgebiete im Schwarzwald-Baar-Kreis
Grundlage: Daten aus dem Umweltinformationssystem (UIS) der LUBW Landesanstalt für Umwelt Baden-Württemberg

| WSG-Nr. | WSG-Name                                | Hauptgemeinde               | Lage | Fläche (Hektar) | Datum (Rechtsverordnung) | Bild         |
| ------- | --------------------------------------- | --------------------------- | ---- | --------------- | ------------------------ | ------------ |
| 326037  | WSG Katzensteig Furtwangen              | Furtwangen im Schwarzwald   | ⊙    | 1.090,77        | 1976-08-10               |              |
| 326038  | WSG Grundmatte Gütenbach                | Gütenbach                   | ⊙    | 13,88           | 2003-06-23               |              |
| 326039  | WSG Wolfsgrund Gütenbach                | Gütenbach                   | ⊙    | 26,07           | 2003-06-23               |              |
| 326041  | WSG Kirnerhofquelle FW-Neukirch         | Furtwangen im Schwarzwald   | ⊙    | 5,30            | 1975-03-24               |              |
| 326042  | WSG Hofgrundquellen FW                  | Furtwangen im Schwarzwald   | ⊙    | 26,00           | 1977-04-14               |              |
| 326043  | WSG Schreinersdobelquelle FW            | Furtwangen im Schwarzwald   | ⊙    | 12,38           | 1977-04-14               |              |
| 326044  | WSG Schöneckquelle Vöhrenbach           | Vöhrenbach                  | ⊙    | 11,41           | 1987-12-18               |              |
| 326045  | WSG Langenbacher Quellen Vöhrenbach     | Vöhrenbach                  | ⊙    | 16,86           | 1987-12-18               |              |
| 326047  | WSG Scheiterdobelquellen Vöhrenbach     | Vöhrenbach                  | ⊙    | 27,56           | 1987-12-18               |              |
| 326048  | WSG Bruderkirchlequellen Vöhrenbach     | Vöhrenbach                  | ⊙    | 86,54           | 1987-12-18               |              |
| 326049  | WSG Wieselsbach VS                      | Villingen-Schwenningen      | ⊙    | 972,22          | 1980-08-15               | Warenbach    |
| 326050  | WSG Wolfbachquelle VS                   | Villingen-Schwenningen      | ⊙    | 63,55           | 1979-03-30               |              |
| 326051  | WSG Schulbrunnen VS-Herzogenweiler      | Villingen-Schwenningen      | ⊙    | 20,09           | 1979-03-30               |              |
| 326052  | WSG Brandhauquelle VS-Herzogenweiler    | Villingen-Schwenningen      | ⊙    | 26,94           | 1979-03-30               |              |
| 326053  | WSG Spitalhöfe VS-Herzogenweiler        | Villingen-Schwenningen      | ⊙    | 24,35           | 1979-03-30               |              |
| 326054  | WSG Tannheimer Waldquellen VS           | Villingen-Schwenningen      | ⊙    | 56,53           | 1979-03-30               |              |
| 326056  | WSG Sachsenwäldle VS                    | Villingen-Schwenningen      | ⊙    | 54,62           | 1972-12-05               |              |
| 326057  | WSG TB Kapfwald VS-Pfaffenweiler        | Villingen-Schwenningen      | ⊙    | 74,91           | 1972-03-14               |              |
| 326058  | WSG Birkenwiesen VS-Rietheim            | Villingen-Schwenningen      | ⊙    | 120,07          | 1966-12-01               |              |
| 326059  | WSG Tannheimer Tiefbrunnen VS           | Villingen-Schwenningen      | ⊙    | 259,10          | 1972-05-29               |              |
| 326060  | WSG Bondelquelle Brigachtal             | Villingen-Schwenningen      | ⊙    | 186,31          | 2014-08-08               |              |
| 326061  | WSG Unt.Hetzelquelle Brigachtal         | Brigachtal                  | ⊙    | 98,61           | 1975-10-01               |              |
| 326062  | WSG TB Grosses Tal Brigachtal           | Brigachtal                  | ⊙    | 375,67          | 2014-08-08               |              |
| 326063  | WSG Kirchdorf I VS                      | Brigachtal                  | ⊙    | 1,15            | 1975-10-01               |              |
| 326064  | WSG Marbacher Tal                       | Villingen-Schwenningen      | ⊙    | 166,08          | 1981-09-25               |              |
| 326065  | WSG Kirchdorf II VS                     | Villingen-Schwenningen      | ⊙    | 1,02            | 1975-10-01               | Brigach      |
| 326066  | WSG Kirchdorf III VS                    | Brigachtal                  | ⊙    | 3,77            | 1975-10-01               |              |
| 326067  | WSG Klengen IV VS                       | Brigachtal                  | ⊙    | 2,12            | 1975-10-01               |              |
| 326068  | WSG Beckhofen V VS                      | Brigachtal                  | ⊙    | 1,01            | 1975-10-01               |              |
| 326069  | WSG Entenfang Bad Dürrheim-Brigachtal   | Brigachtal                  | ⊙    | 1.004,69        | 1993-06-11               |              |
| 326076  | WSG Keckbrunnen Biesingen               | Bad Dürrheim                | ⊙    | 147,07          | 1973-01-18               | Biesingen    |
| 326077  | WSG Gutterquelle Donaueschingen         | Hüfingen                    | ⊙    | 2.356,36        | 1977-01-20               | Kofenweiher  |
| 326078  | WSG Obere Wesen DS                      | Villingen-Schwenningen      | ⊙    | 326,12          | 2003-01-08               |              |
| 326079  | WSG TB Ried Bräunlingen                 | Bräunlingen                 | ⊙    | 380,29          | 1973-12-19               |              |
| 326080  | WSG Nageldobel Bräunlingen              | Bräunlingen                 | ⊙    | 198,54          | 2011-06-30               |              |
| 326081  | WSG Bürgeln BL.-Riedböhringen           | Blumberg                    | ⊙    | 5,84            | 1980-05-28               |              |
| 326082  | WSG Möhrlelein BL.-Riedböhringen        | Blumberg                    | ⊙    | 12,66           | 1980-05-28               |              |
| 326083  | WSG Billibuck BL.-Riedböhringen         | Blumberg                    | ⊙    | 1,48            | 1980-05-28               |              |
| 326084  | WSG Schächer Hüfingen                   | Hüfingen                    | ⊙    | 44,65           | 1975-08-07               |              |
| 326085  | WSG Langentalquelle BL.-Hondingen       | Blumberg                    | ⊙    | 8,22            | 1973-11-13               |              |
| 326086  | WSG Köhre-Almend Blumberg               | Blumberg                    | ⊙    | 596,43          | 1973-08-27               |              |
| 326087  | WSG Sommerhalde BL.-Riedöschingen       | Blumberg                    | ⊙    | 14,93           | 1980-05-28               |              |
| 326088  | WSG Kummenriedquellen BL.-Riedöschingen | Blumberg                    | ⊙    | 55,14           | 1973-08-27               |              |
| 326089  | WSG Kureselquellen Blumberg             | Blumberg                    | ⊙    | 22,40           | 1973-08-27               |              |
| 326090  | WSG Randenwald I Blumberg               | Blumberg                    | ⊙    | 3,00            | 1980-05-28               |              |
| 326091  | WSG Randenwald II Blumberg              | Blumberg                    | ⊙    | 18,18           | 1980-05-28               |              |
| 326092  | WSG Schafäcker Hüfingen                 | Hüfingen                    | ⊙    | 70,85           | 1979-10-30               |              |
| 326103  | WSG Otterbrunnen Kö                     | Königsfeld im Schwarzwald   | ⊙    | 217,68          | 1985-10-25               | Luisenstr. 8 |
| 326104  | WSG Rotwald Kö                          | Mönchweiler                 | ⊙    | 106,02          | 1985-10-25               |              |
| 326105  | WSG Mühlbachquelle St. Georgen          | St. Georgen im Schwarzwald  | ⊙    | 82,27           | 2004-06-01               |              |
| 326106  | WSG Neue Quelle St.G.                   | St. Georgen im Schwarzwald  | ⊙    | 56,26           | 1987-09-18               |              |
| 326107  | WSG Harzlochquelle St.G.                | St. Georgen im Schwarzwald  | ⊙    | 74,51           | 1987-09-18               |              |
| 326108  | WSG Reinschebrunnen St.G.               | St. Georgen im Schwarzwald  | ⊙    | 53,53           | 1987-09-18               |              |
| 326109  | WSG Kühlbrunnen St.G.                   | St. Georgen im Schwarzwald  | ⊙    | 39,13           | 1996-09-16               |              |
| 326110  | WSG Waldparkquelle St.G.                | St. Georgen im Schwarzwald  | ⊙    | 10,84           | 1987-09-18               |              |
| 326111  | WSG Mühledobelquelle St.G.              | St. Georgen im Schwarzwald  | ⊙    | 9,93            | 1987-09-18               |              |
| 326112  | WSG Albertsgrundquelle St.G.            | St. Georgen im Schwarzwald  | ⊙    | 30,84           | 1987-09-18               |              |
| 326113  | WSG Bodenwaldquelle Furtwangen          | Furtwangen im Schwarzwald   | ⊙    | 16,63           | 1986-06-05               |              |
| 326114  | WSG Schattendobelquelle Fw              | Furtwangen im Schwarzwald   | ⊙    | 5,86            | 1986-06-05               |              |
| 326115  | WSG Ganterdobelquellen Fw               | Furtwangen im Schwarzwald   | ⊙    | 28,59           | 1986-06-05               |              |
| 326116  | WSG Kohlhüttequelle Fw                  | Furtwangen im Schwarzwald   | ⊙    | 13,01           | 1986-06-05               |              |
| 326117  | WSG Bregenbach Fw-Neukirch              | Furtwangen im Schwarzwald   | ⊙    | 15,07           | 2007-06-20               |              |
| 326118  | WSG Dilgerhofquelle Fw                  | Furtwangen im Schwarzwald   | ⊙    | 19,76           | 1986-06-05               |              |
| 326119  | WSG Rösslequellen Fw-Neukirch           | Furtwangen im Schwarzwald   | ⊙    | 6,72            | 1986-06-05               |              |
| 326120  | WSG Bernhardenhofquellen Fw             | Furtwangen im Schwarzwald   | ⊙    | 12,76           | 1986-06-05               |              |
| 326121  | WSG Rothansenhofquellen Fw              | Furtwangen im Schwarzwald   | ⊙    | 19,73           | 1986-06-05               |              |
| 326123  | WSG Oberholz Ds-Wolterdingen            | Donaueschingen              | ⊙    | 380,88          | 1992-11-05               |              |
| 326126  | WSG Mistelbrunner Quelle Brlg.          | Bräunlingen                 | ⊙    | 45,94           | 1994-06-28               |              |
| 326127  | WSG Bruderbrunnen Brlg.                 | Bräunlingen                 | ⊙    | 135,35          | 1994-06-28               |              |
| 326130  | WSG Unterbränd Brlg.                    | Bräunlingen                 | ⊙    | 171,50          | 1994-06-28               |              |
| 326134  | WSG Unt.Habseckquelle Brlg.             | Donaueschingen              | ⊙    | 106,01          | 1994-06-28               |              |
| 326142  | WSG Bruggener Quellen Brlg.             | Donaueschingen              | ⊙    | 29,25           | 1994-06-28               |              |
| 326143  | WSG Gauchachquellen Brlg.               | Bräunlingen                 | ⊙    | 185,94          | 2011-06-30               |              |
| 326152  | WSG Mineralquellen II+III BD            | Bad Dürrheim                | ⊙    | 318,60          | 1985-09-05               | Salinensee   |
| 326155  | WSG Augrundquelle Vöhrenbach            | Vöhrenbach                  | ⊙    | 60,02           | 1987-12-18               |              |
| 326156  | WSG Kaltenbachquellen Vö.-Langenbach    | Vöhrenbach                  | ⊙    | 17,64           | 1987-12-18               |              |
| 326157  | WSG Hagenmatte Eisenbach                | Bräunlingen                 | ⊙    | 85,44           | 1994-06-20               |              |
| 326158  | WSG Gabersdobelquelle Vö.-Langenbach    | Vöhrenbach                  | ⊙    | 19,80           | 1987-12-18               |              |
| 326159  | WSG Pfarrhofquelle Vö.-Urach            | Vöhrenbach                  | ⊙    | 22,77           | 1987-12-18               |              |
| 326160  | WSG Lehmannsgrund a+b Gütenbach         | Gütenbach                   | ⊙    | 32,78           | 1987-11-09               |              |
| 326161  | WSG Unterbaldinger Quellen BD           | Bad Dürrheim                | ⊙    | 51,30           | 1994-05-05               |              |
| 326162  | WSG Leimgrubenquellen Unterkirnach      | Villingen-Schwenningen      | ⊙    | 50,96           | 1986-08-20               |              |
| 326163  | WSG Schlegelwald-Wolfsdobelquellen      | Villingen-Schwenningen      | ⊙    | 136,74          | 2006-06-16               |              |
| 326164  | WSG Marbetalquellen Unterkirnach        | St. Georgen im Schwarzwald  | ⊙    | 82,55           | 2006-06-16               |              |
| 326165  | WSG Kuchebachquelle Unterkirnach        | Villingen-Schwenningen      | ⊙    | 36,24           | 1986-08-20               |              |
| 326166  | WSG Bruckenwaldquelle St.G.             | St. Georgen im Schwarzwald  | ⊙    | 14,27           | 1987-09-18               |              |
| 326167  | WSG Hirschplatz Bräunlingen             | Eisenbach (Hochschwarzwald) | ⊙    | 44,42           | 1994-06-28               |              |
| 326169  | WSG Pfarrwittem-Wald Schonach           | Schonach im Schwarzwald     | ⊙    | 6,94            | 1991-03-28               |              |
| 326171  | WSG Fahlenbachquellen Vöhrenbach        | Vöhrenbach                  | ⊙    | 29,42           | 1987-12-18               |              |
| 326174  | WSG Gutenwald Schönwald                 | Schönwald im Schwarzwald    | ⊙    | 208,86          | 2003-06-30               |              |
| 326175  | WSG Winterberg Schönwald                | Schönwald im Schwarzwald    | ⊙    | 28,10           | 1996-07-31               |              |
| 326176  | WSG Pfiefesepplequelle Schönwald        | Schönwald im Schwarzwald    | ⊙    | 17,86           | 1996-07-31               |              |
| 326177  | WSG Eckhofquellen Schönwald             | Schönwald im Schwarzwald    | ⊙    | 14,64           | 1996-07-31               |              |
| 326178  | WSG Rainerquellen Schönwald             | Schönwald im Schwarzwald    | ⊙    | 11,63           | 1996-07-31               |              |
| 326179  | WSG Ebermannsbrunnen Brlg.              | Bräunlingen                 | ⊙    | 1.863,84        | 2011-06-30               |              |